# VI. István moldvai fejedelem
VI. István (1532 – 1552. szeptember 1.) Moldva fejedelme 1551-től haláláig.
Testvére, II. Illés (Iliaș) száműzése után jutott a trónra. Kegyetlen uralkodó volt: a szultán parancsára 40 000 emberrel támadt Erdélyre, de nemsokára a későbbi IV. Sándor moldvai fejedelem megbuktatta és megölette.